# Анишинаабе

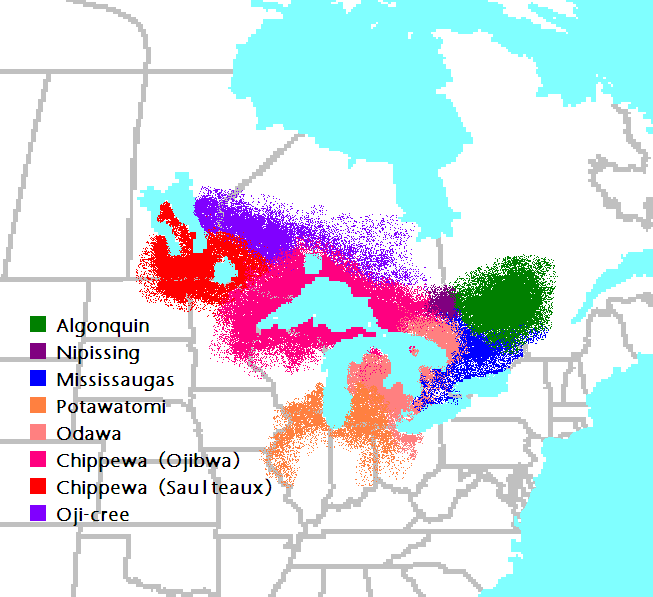
Распространение народов группы анишинаабе около 1800 г.

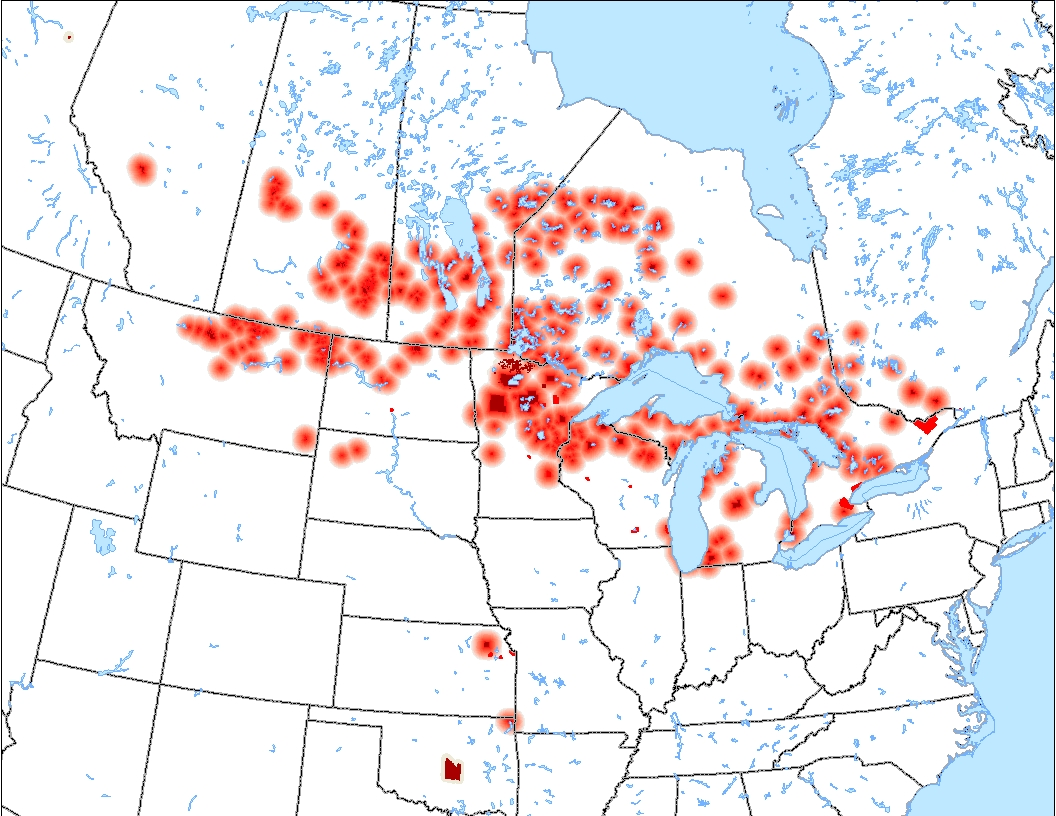
Современные резервации народов анишинаабе в Северной Америке

Анишинаабе или анишинабе, множ. число Anishinabeg, букв. «люди» — самоназвание группы крупных индейских племён Канады и США — оттава, оджибве, миссиссоги и алгонкинов, говорящих на языках подгруппы анишинаабе.
Название «анишинаабе» в некоторых регионах США и Канады имеет форму Nishnaabe (среди племени оттава) и Neshnabé (племя потаватоми). Алгонкины, чтобы отличить себя от других анишинаабе, называют себя словом Omàmiwinini.
Близкородственным по отношению к оджибве является народ оджи-кри, язык которых взаимопонятен с языком оджибве. Сами себя они называют Anishinini (мн. ч. Anishininiwag), а свой язык — Anishininiimowin.